# Soothsayer
 (octobre 2023).
Si vous disposez d'ouvrages ou d'articles de référence ou si vous connaissez des sites web de qualité traitant du thème abordé ici, merci de compléter l'article en donnant les références utiles à sa vérifiabilité et en les liant à la section « Notes et références ».
Soothsayer est un groupe canadien de thrash, crossover et speed metal originaire de la ville de Québec, dans la province de Québec. 
Formé en 1984, le groupe comprend : Daniel Clavet (batterie), Martin Cyr (guitare), Simon Genest (basse), Denis Roy (guitare) et Stephane Whitton (voix). En 2024, le groupe est toujours actif, avec les mêmes musiciens et compte un total de quatre albums studio, deux démos et plusieurs produits dérivés.

## Débuts (1985)
Soothsayer est formé en 1984 à Beauport, dans la ville de Québec, au Québec, Canada, par Denis Roy (guitare), Simon Genest (basse), Martin Cyr (guitare), Pierrot Bélanger (batterie) et Stephane Whitton (vocal). En 1986, il est rejoint par le batteur Daniel Clavet. En 1985, le groupe commence à faire ses propres compositions. Début 1986, le groupe fait plusieurs premières parties de groupes importants comme Kreator et Possessed. C'est un ami du groupe, Christian Petit, (fondateur de Megathrash magazine) qui tiendra le rôle d'agent jusqu'en 2012. En octobre 1986, le groupe publie son premier démo To Be a Real Terrorist qui ouvrira la porte à de futurs contrats et associations.

## To be a Real Terrorist(1986)
To be a Real Terrorist est le premier démo (en cassette) du groupe de Thrash metal crossover canadien Soothsayer. Le démo a été enregistré dans une église de Lévis (L'Anglicane) par Marc-André Soucy les 3 et 4 octobre 1986.
En 2007, une édition du démo est sortie à l'occasion du 25 ans du métal québécois. Cette édition contient le demo remasterisé plus six titres enregistrés live datant de la période de 1986-1987. L'édition contient également un second disque DVD.
En 2012, une édition spéciale du démo est sortie en LP sous le label Nuclear War Now Productions.
En 2015, une édition du démo dans un coffret souvenir de démos des groupes des années 1980. est sortie sur étiquette Nuclear War Now Productions.
Ce démo a permis au groupe d'obtenir un contrat de disque avec le label américain Colossal Records (Restless Records) pour l'album Have a Good Time.

## Have a Good Time(1989)
Have a Good Time est le premier album (CD et cassette) du groupe de Thrash metal crossover canadien Soothsayer sous étiquette Colossal Records (Restless Records). Cet album a été enregistré au Studio Vert à Saint-Ubalde, en Montérégie, un studio renommé dans les années 1980. Il a été produit par Soothsayer, Pierre Tremblay et Jean-François Simard. Enregistrement analogique sur bobine 24 pistes.
En 2007, une réédition a été faite par Soothsayer (Martin Cyr et Stephane Whitton) pour New Renaissance records.
Pochette dessinée par un ami du groupe, Ghislain Beaulieu.

## Demo Bleu(1991)
Demo Bleu est le deuxième démo (en cassette) du groupe Soothsayer. Le démo a été enregistré dans le studio Signature à Beauport à l'automne 1991 par Daniel Boucher et François Cardinal.
C'est par la suite que le groupe s'est dissout. Les membres se sont orientés vers des carrières autres que la musique. Cela prendra 17 ans avant qu'un événement (les 25 ans du Métal québécois) rassemble le groupe à nouveau. Ce sera le début d'une deuxième vie pour le groupe.

## Retour aux racines (2007)
En 2007, une étiquette de Montréal, Galy Records, réédite le premier démo du groupe (To be a Real Terrorist) en format CD. Au même moment, Maurice Richard, des productions Rockatak, organise un festival présentant des groupes marquants de la scène métal québécoise des 25 dernières années : Les 25 ans du Métal Québécois. Soothsayer décide de se reformer pour participer au spectacle. De là, d'autres contrats de spectacle se sont ajoutés. Début 2008, Martin Cyr (guitare) propose au groupe de nouvelles idées de composition, le groupe commence donc à refaire de la composition, ce qui mènera à un nouvel album : Troops of Hate.

## Troops of Hate(2012)
À partir de 2008, le groupe se met à écrire et enregistrer de toutes nouvelles pièces. L'enregistrement se fera au studio Sunum dans la ville de Québec en deux phases : août 2009 et septembre 2011. L'album a été produit par Soothsayer et François C. Fortin. Soothsayer a voulu se rapprocher de son style speed thrash crossover du premier Demo de 1986. L'album a été signé par Galy Record (Montréal).

## Death Radiation(2019)
Depuis 2016, le groupe compose de nouvelles chansons pour un prochain album, Death Radiation. En 2018, le groupe s'associe à un nouveau label, PRC Music, pour cet album. Les chansons ont été enregistrées et produites par Soothsayer. C'est le batteur du groupe, Daniel Clavet, qui a enregistré, édité et mixé dans son sous-sol, rebaptisée The Radiation Studio. À noter que Pogo, le chien saucisse de Daniel, a mordu Simon au mollet dans un élan de bienvenue la première journée de l'enregistrement... Le mastering a été réalisé par Jeff Dagenais de Kataklysm. La batterie a été enregistrée sans les instruments. Le clic track était le seul guide.

## Turn me ON(2024)
Fin 2019, le groupe demande le retour de leur premier guitariste Denis Roy afin de satisfaire les offres de spectacle à l'étranger. Pendant ce temps le groupe compose de nouvelles chansons pour leur quatrième album studio, Les chansons ont été en grande partie composées par Martin Cyr incluant des riffs de guitare de Denis Roy, Les arrangements et textes sont de soothsayer. Les chansons ont été enregistrées à leur local de Beauport en banlieue de Québec par Daniel Clavet et éditées aussi par Daniel Clavet. On y retrouve l'ajout de nouvels instruments comme de l'orgue B3 de Hammond et du violoncel. Le mixage et mastering sera de Olivier. L'album sortira au printemps de 2025.

## Membres

### Membres actuels
- Daniel Clavet (Dadou) - batterie
- Martin Cyr (Fraizo) - guitare
- Denis Roy (ex-Sabelian) - guitare
- Simon Genest (Jail) - basse
- Stephane Whitton (Le Whit) - Voix

### Anciens membres
- Pierrot Bélanger - batterie (1984-1985)

## Discographie

### EP
- 2016 : Post Society

### Compilations et albums live
- 1988 : Thrash Meta Attack II (New Renaissance Records) LP
- 1989 : Step by Step (No Time To Be Wasted Records) EP
- 1990 : Buzz Fly sur The Future Of Metal Is Now (The Streamhammer Compilation) CD[4]
- 2007 : To Be a Real Terrorist +  Bonus (Galy Records) CD
- 2012 : To Be a Real Terrorist + Live (Galy Records et Nuclear War Now Productions) LP
- 2015 : To be a Real Terrorist (album live) cassette